# Bauhinia decumbens
Bauhinia decumbens là một loài thực vật có hoa trong họ Đậu. Loài này được Henderson miêu tả khoa học đầu tiên.